# Tiberio Julio Alejandro
Tiberio Julio Alejandro fue un importante e influyente político y militar del Imperio romano que vivió durante el siglo I. Nacido en el seno de una rica familia judía originaria de Alejandría, Tiberio abandonó o renegó de la religión de sus ancestros y llegó a convertirse en procurator de la provincia de Judea entre 46 y 48, bajo el reinado del emperador Claudio. A pesar de su origen oriental, Tiberio logró la prefectura de Egipto entre 66 y 69, puesto desde el que empleó a las legiones estacionadas en la provincia para reprimir brutalmente la violencia étnica instigada por los judíos que habitaban Alejandría. Durante el año de los cuatro emperadores, Tiberio apoyó a Vespasiano en su ascenso al trono del Imperio. En el año 70 participó en el Sitio de Jerusalén en calidad de segundo al mando del general Tito.

## Biografía

### Juventud
Tiberio Julio Alejandro nació probablemente durante el reinado del segundo emperador de la Dinastía Julio-Claudia, Tiberio (14-37). Su padre, llamado Alejandro, era un judío originario de Alejandría que ejercía el oficio de alabarco. El significado exacto de este término es actualmente motivo de debate, aunque los expertos se han puesto de acuerdo en que servía para designar a un magistrado público senior. Las autoridades romanas otorgaron al viejo Alejandro la ciudadanía romana, un raro privilegio entre los judíos originarios de Alejandría, que a su muerte transmitió a sus hijos. Además, el padre de Tiberio había establecido relaciones comerciales con Herodes Agripa, nieto de Herodes el Grande y con Antonia Minor, madre del emperador Claudio. Otro miembro importante de la familia de Tiberio Alejandro fue su tío, el filósofo Filón.
Marco, el hermano menor de Tiberio, siguió los pasos de su padre y llegó a convertirse en un socio importante de una empresa comercial de Judea dedicada a importaciones y exportaciones. Sin embargo, Tiberio decidió iniciar una carrera administrativa y militar al servicio del Imperio romano. Cuando le presentaron a Tiberio, el historiador judío-romano Flavio Josefo le condenó por su impiedad exhortándole a que no abandonara las costumbres de sus antepasados. Probablemente fue por esto por lo que Tiberio se convirtió en un apóstata del judaísmo a una edad muy temprana. Esta percepción se basa en su aparición como personaje en uno de los diálogos filosóficos de Filón en los que Tiberio realiza ciertas preguntas acerca de la divina providencia a las que Filón intenta rebatir. Sin embargo, los más recientes estudios dictaminan que las críticas de Josefo a Alejandro se debían simplemente a su decisión de anteponer los intereses del Imperio romano a su religión.
A pesar de su apostasía, Tiberio continuó beneficiándose de las conexiones de su familia, la cual había crecido en poder e influencia antes del ascenso al trono de Claudio en el año 41. Herodes Agripa, que ayudó a Claudio tras el asesinato de Calígula, fue nombrado rey de Judea y el padre de Tiberio, que había sido encarcelado durante el reinado de Calígula, fue liberado por orden de Claudio. Su hermano menor, Marco, se convirtió en el primer marido de Berenice.

### Inicios de su carrera pública
A pesar de sus orígenes judíos y alejandrinos, Tiberio estaba suficientemente bien relacionado con el ordo equester de Roma para iniciar una carrera pública en la capital del Imperio. El primero de los cargos del que se sabe con certeza que ostentó fue el de epistrategus de Tebaida, una de las tres regiones en que estaba dividida la provincia de Egipto. Ser epistrategus de una zona implicaba ostentar todo el poder administrativo y judicial de sus territorios, aunque no incluía el mando militar. En esta época, Tiberio pudo haber mantenido correspondencia con su hermano Marco, que estaba cerrando unos contratos comerciales por esas tierras. Su muerte prematura en el año 43/44 supuso un duro golpe para él.
En el año 46, Tiberio recibió su primer cargo importante al ser nombrado procurador de la provincia de Judea por deseo expreso del emperador Claudio. La provincia había vuelto al control romano tras la muerte del monarca de esos territorios, Herodes Agripa, en el año 44. El mandato de su predecesor en este cargo, Cuspio Fado, había estado caracterizado por la amenazante presencia de disturbios, por lo que su nombramiento fue bien recibido entre la población de la provincia, que esperaba encontrarse con un hombre dialogante y comprensivo debido a su condición de judío alejandrino. A pesar de que durante su tiempo en el cargo los disturbios disminuyeron, Tiberio se mostró implacable y condenó a la crucifixión a los hijos de Judas el Galileo. Antes de que fuera relevado del puesto en el año 48 por Ventidio Cumano, la provincia fue asolada por una hambruna.
Se desconocen los datos de la vida de Tiberio comprendidos entre su período como procurador y el inicio del reinado del emperador Nerón, cuando sirvió bajo las órdenes del general Cneo Domicio Corbulón en sus campañas en Partia. En el año 63 se le ordenó que, junto al yerno de Corbulón, escoltara al campamento romano a Tiridates I, rey de Armenia. En la primera parte del viaje, Tiridates recibió el estatus de rey cliente del Imperio.

### Prefectura de Egipto
En mayo del año 66, Nerón designó a Tiberio como prefecto de la provincia de Egipto, que junto al de prefecto de la Guardia Pretoriana era uno de los dos puestos más importantes a los que podía aspirar un miembro del ordo equester. Es probable que las tendencias filohelenistas de Tiberio le beneficiaran a la hora de recibir el nombramiento de mano de Nerón, gran admirador de la cultura helénica, aunque también es posible que el nombramiento se debiera a la necesidad de tener en la provincia a un hombre con suficiente experiencia militar como para controlar los disturbios tan frecuentes en esa zona. No obstante, pronto se disipó cualquier esperanza de que Tiberio pudiera ser capaz de sofocar los recurrentes disturbios presentes en la zona entre las comunidades griega y judía. El año en que Tiberio asumió el cargo estalló en Judea la primera guerra judeo-romana, y el conflicto pronto se extendió por todas las posesiones romanas en el Este. Las hostilidades se avivaron cuando en una reunión que aparentemente buscaba la paz, los soldados judíos tomaron como rehenes a los griegos que componían la delegación amenazando con darles muerte. Por su parte, Tiberio intentó buscar la conciliación de los dos grupos mediante presiones y amenazas de emplear a las legiones si fuera necesario. El historiador Flavio Josefo describe así el momento en que las negociaciones entraron en un punto muerto:

El gobernador, al darse cuenta de que los sediciosos no pondrían fin a sus actos hasta que no sufrieran un golpe importante, les envío dos legiones romanas que estaban en la ciudad y con ellas a 2000 soldados que, para desgracia de los judíos, habían llegado casualmente desde Libia. No solo les dio la orden de matarlos, sino también de saquear sus bienes y de quemar sus casas. Las tropas romanas entraron en el barrio llamado Delta, donde estaba concentrada la población judía, y cumplieron, no sin derramamiento de sangre, lo que se les había encomendado. Los judíos consiguieron resistir durante bastante tiempo, pues se habían agrupado y habían colocado en las posiciones de vanguardia a sus mejores hombres armados. Pero en cuanto retrocedieron, fueron totalmente masacrados. Se los mató de muy diversas formas: unos fueron cogidos en medio del campo y otros dentro de sus casas, que los romanos quemaron y saquearon. No tuvieron piedad de los niños pequeños ni respeto con los ancianos, sino que iban matando gente de todas las edades, hasta que todo el barrio se inundó de sangre y quedaron amontonados 50 000 cadáveres. Y no habría sobrevivido nadie, si no hubieran acudido a suplicar. Tiberio Alejandro se compadeció de ellos y ordenó a sus hombres retirarse.

A pesar de lo escrito aquí por Josefo, otras fuentes catalogan como mucho menos violento el gobierno de Tiberio. Un siglo después, las decisiones administrativas que tomó Tiberio durante esta época seguían considerándose útiles y justas. La mayoría de las reformas que se llevaron a cabo en la provincia durante su mandato han llegado hasta nosotros a través de la información contenida en un edicto emitido el 6 de julio de 68, menos de un mes tras la muerte de Nerón. Entre estas reformas se encuentran medidas en contra de una gran variedad de abusos hacia la plebe, como los injustos controles fiscales, los procesos maliciosos y el encarcelamiento de los deudores por iniciativa de los acreedores privados. La única alusión a la caótica situación política está presente en un edicto en que Tiberio llamaba a la confianza hacia Galba como emperador. Tiberio fue ampliamente agasajado por los distintos candidatos al trono debido a la importancia de ganarse la lealtad del gobernador de Egipto como provincia productora de cereales
Tras los asesinatos de Galba y Otón en abril del año 69, Vitelio fue reconocido como emperador por el Senado. No obstante, la situación política seguía siendo inestable, pues los opositores de Vitelio se estaban agrupando en torno al general de los ejércitos del Este, Vespasiano. La lealtad de Tiberio, comandante de dos legiones veteranas en tierras egipcias, fue crucial en el desenlace de la cruenta guerra civil. A pesar de declararse neutral en el conflicto, Tiberio mantuvo correspondencia secreta con Vespasiano. Según modernos historiadores, los encargados de transportar las cartas entre los dos militares fueron Berenice, quien se convertiría en la amante del hijo de Vespasiano, Tito, y un oficial egipcio llamado Basilides. El 1 de julio, Alejandro tomó la iniciativa contra Vitelio declarándose leal a Vespasiano y ordenando a sus hombres que prestaran un juramento de lealtad hacia el general.

### Sitio de Jerusalén

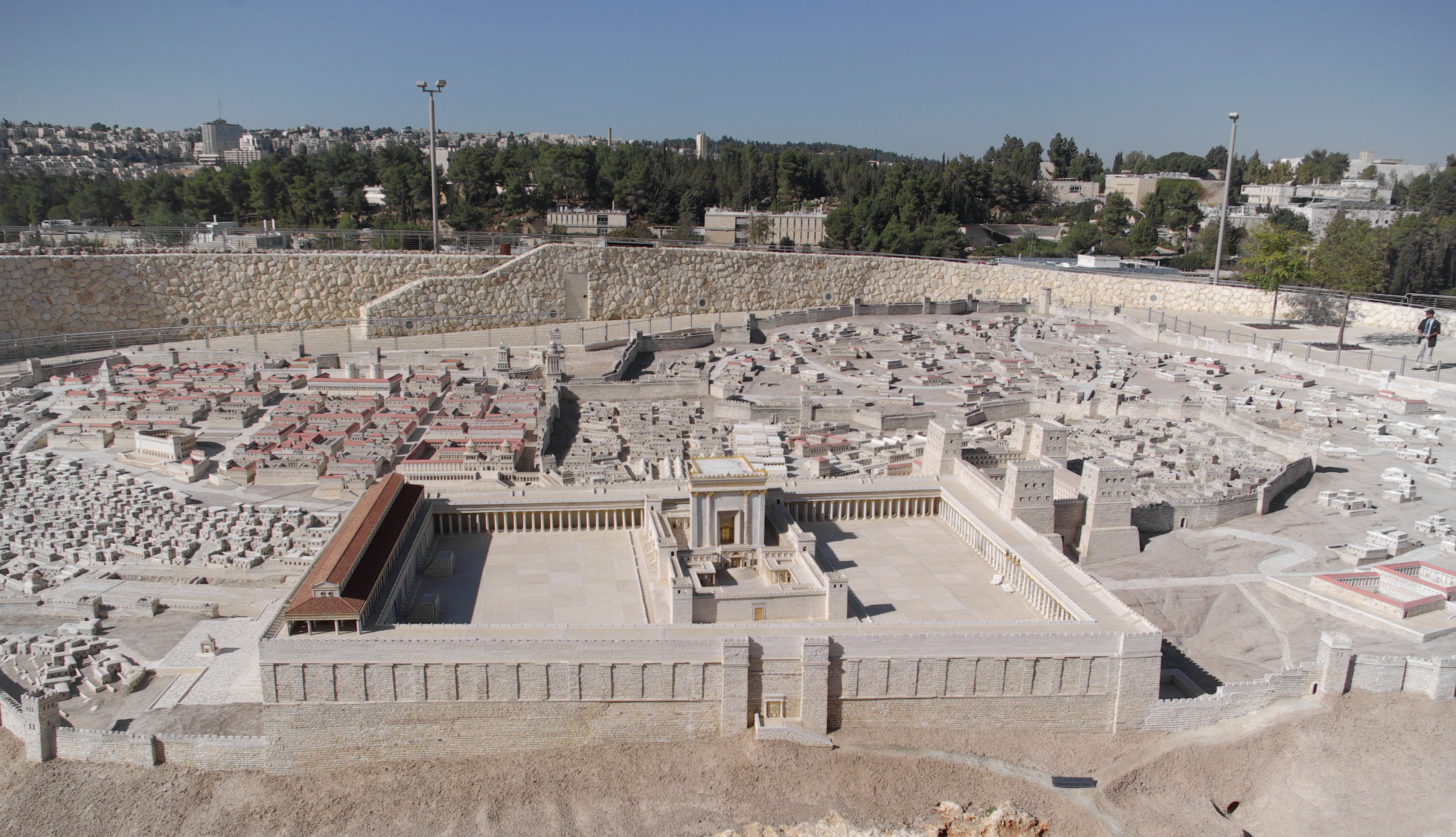
Modelo del templo de Jerusalén, hallado en el Museo de Israel.

Durante la guerra, Vespasiano se trasladó rápidamente a Egipto para asegurar el suministro de grano dejando al cargo de la guerra a su hijo Tito. Al mismo tiempo, Tiberio fue enviado al consejo militar de Tito en calidad de asesor debido a su habilidad militar y a su experiencia en lo relativo a los asuntos de Judea. Tito confiaba tanto en Tiberio que lo nombró como su segundo al mando. En abril del año 70, Jerusalén fue puesta bajo asedio por cuatro legiones. La tecnología militar de los sitiadores les permitió rebasar con relativa facilidad los muros de la ciudad. No obstante, la guarnición presente en Jerusalén no se rindió tras ver caer las murallas y continuó luchando desde el mismísimo Templo. Para Alejandro se presentaba un grave conflicto de intereses, pues aunque siempre había servido con profunda lealtad al Imperio, ahora debía atacar el edificio al que sus padres y antecesores habían donado parte de la ornamentación.
La desesperación por lo imposible de superar los impenetrables muros del sacro edificio llevó a Tito a proponer en el consejo de guerra la quema de sus puertas. Sin embargo, la propuesta no se llevó a cabo debido a que la mayoría de los integrantes del consejo, entre ellos Tiberio, votaron en contra de la medida. A pesar de lo votado el día anterior, durante un ataque a la ciudad uno de los legionarios del ejército de Tito lanzó una antorcha al interior del complejo que se consumió presa de un incendio incontrolable.

### Últimos años
Por esta época, la posición de Vespasiano al frente del gobierno del Imperio era segura. A pesar de ser uno de sus más leales partidarios, la posición de Tiberio en el marco del nuevo gobierno no está clara. Un dañado papiro hallado en tierras del Imperio se refiere a Tiberio como «Prefecto del Pretorio», lo que está abierto a dos interpretaciones. Podría ser indicador de su rango durante la campaña de Tito en el año 70, aunque también podría referirse a un imperium concedido posteriormente. Según algunos historiadores, Tiberio fue nombrado en sus últimos años como prefecto del pretorio en Roma, puesto que en años posteriores sería característico de los prefectos de Egipto. En cualquier caso, Tiberio alcanzó una posición inigualable dentro del gobierno del Imperio para un hombre de origen judío, por no hablar del estigma de ser egipcio. El poeta Décimo Junio Juvenal escribió en su obra Sátiras que se debían derribar algunas de las estatuas del Foro Romano, pues partían de triunfos que «hasta los egipcios se habían atrevido a celebrar». Es probable que estas palabras de Juvenal se refirieran a Tiberio.

### Clásicas
- Flavio Josefo, Antigüedades judías 18.259, 19.276, 20.100-103
- Flavio Josefo, La guerra de los judíos 2.220, 2.309, 2.490-497, 4.616-617, 5.45-46, 5.205, 6.236-243
- Décimo Junio Juvenal, Sátiras 1.129-131
- Suetonio, Las vidas de los doce césares Vida de Vespasiano 6.3
- Tácito, Anales 15.28
- Tácito, Historias 2.79

### Historiografía
- Braund, David C. (1985). Augustus to Nero: A Sourcebook on Roman History: 31 BC-AD 68 (en inglés). Totowa, Nueva Jersey: Barnes and Noble. p. 600. ISBN 0-389-20536-2.
- Burr, Viktor (1955). Tiberius Iulius Alexander (en alemán). Bonn: R. Habelt.
- Chalon, Gérard (1964). L'Édit de Tiberius Julius Alexander: Étude Historique et Exégétique (en francés). Olten: Urs Graf-Verlag.
- Evans, Katherine G. (noviembre de 1995). Alejandro el Alabarco: Romano y Judío. Summary presented to the Philo of Alexandria Seminar of the November 1995 annual meeting of Society of Biblical Literature. Consultado el 18 de enero de 2007. (On the father of Tiberius Julius Alexander.)
- Griffin, Miriam T. (1984/1987). Nero: The End of a Dynasty (en inglés). Londres: B. T. Batsford. pp. 213.
- Kraft, Robert A. (1991). «Tiberio Julio Alejandro y la crisis en Alejandría según Josefo».  En Ed. Harold W. Attridge et al, ed. Of Scribes and Scrolls: Studies on the Hebrew Bible, Intertestamental Judaism, and Christian Origins. Nueva York: University Press of America. pp. 175-184. ISBN 0-8191-7902-7. (enlace roto disponible en Internet Archive; véase el historial, la primera versión y la última).
- Krauss, Samuel (1901-1906). «Alejandro, Tiberio Julio».  En Isidore Singer et al, ed. Jewish Encyclopedia. Nueva York: Funk & Wagnalls. pp. 357-358. Consultado el 18 de enero de 2007.
- Lendering, Jona. «Tiberio Julio Alejandro Junior». Livius. Archivado desde el original el 28 de octubre de 2014. Consultado el 18 de enero de 2007.
- Levick, Barbara (1999). Vespasian (en inglés). Londres: Routledge. pp. 54. ISBN 0-415-16618-7.
- Modrzejewski, Joseph Mélèze (1995). The Jews of Egypt: From Rameses II to Emperor Hadrian (en inglés). Filadelfia: Jewish Publication Society. pp. 185-190. ISBN 0-8276-0522-6.
- Schürer, Emil; Geza Vermes, Fergus Millar y Matthew Black (1973). The History of the Jewish People in the Age of Jesus Christ: Volume I (en inglés). Edimburgo: T&T Clark. pp. 456-458. ISBN 0-567-02242-0.
- Scott, Kenneth (1934). «The Role of Basilides in the Events of A.D. 69». Journal of Roman Studies (en inglés) 24: 138-140.
- Sullivan, Philip B. (noviembre de 1953). «A Note on the Flavian Accession». Classical Journal (en inglés) 49 (2): 67-70.
- Turner, E. G. (1954). «Tiberivs Ivlivs Alexander». Journal of Roman Studies (en inglés) 44: 54-64.

| Predecesor: Cuspio Fado       | Procurador de Judea 46-48 | Sucesor: Ventidio Cumano     |
| Predecesor: Cayo Cecina Tusco | Prefecto de Egipto 66-69  | Sucesor: Lucio Peducio Cosco |

- Datos: Q361357